# Miss Santa Catarina 2017
Miss Santa Catarina 2017 foi a 60ª edição do tradicional concurso de beleza feminina de Miss Santa Catarina, válido para o certame nacional de Miss Brasil 2017, único caminho para o Miss Universo. Este ano o concurso contou com a participação de treze (13) candidatas em busca do título que pertencia à modelo paranaense radicada em Florianópolis (que representou o município de Araranguá), Mariana Rezende Guerra. O certame é comandado há anos pelo empresário Túlio Cordeiro e foi realizado mais uma vez em Itajaí no dia 8 de Julho, com final no Auditório "Centreventos". A competição foi gravada e posteriormente transmitida em um compacto pela TV Catarina.

## Resultados

### Colocações
| Posição    | Município e Candidata |
| Vencedora  | - Blumenau - Tamíris Gallois Ficht                                                                                                 |
| 2º. Lugar  | - Gaspar - Emanuele Pamplona |
| 3º. Lugar  | - Florianópolis - Jacqueline Costa                                                                                                 |
| Finalistas | - Anchieta - Ane Caroline Zilio - Balneário Camboriú - Mariana Feijó - Brusque - Milena Härle - Joinville - Maria Eduarda Hiansdts |

### Prêmios Especiais
Foram distribuídos os seguintes prêmios este ano:
| Prêmio          | Município e Candidata                     |
| Miss Be Emotion | - Florianópolis - Jacqueline Costa        |
| Miss Fotogenia  | - São João Batista - Franciele Puchivaile |
| Miss Elegância  | - Brusque - Milena Härle                  |

### Ordem dos Anúncios
| 1. Gaspar 2. Florianópolis 3. Anchieta 4. Blumenau 5. Brusque 6. Balneário Camboriú 7. Joinville | 1. Blumenau 2. Florianópolis 3. Gaspar |  |  |

## Candidatas
Disputaram o título este ano:
| - Anchieta - Ane Caroline Zilio - Balneário Camboriú - Mariana Feijó - Biguaçu - Mariana Adriano Peres - Blumenau - Tamíris Gallois Ficht - Brusque - Milena Härle | - Concórdia - Eduarda Thaís Gallas - Florianópolis - Jacqueline Costa - Gaspar - Emanuele Pamplona - Itajaí - Anissa Marie Cunha | - Joinville - Maria Eduarda Hiansdts - Lages - Larissa Albino Branco - São João Batista - Franciele Puchivaile - Tubarão - Júlia Honorato Pedroso |

## Informações das candidatas
Dados divulgados pela organização do evento:
| Anchieta Caroline tem 22 anos e 1.70m de altura. É acadêmica do curso de Direito. Balneário Camboriú Mariana tem 20 anos e 1.76m de altura. É acadêmica do curso de Direito. Biguaçu Mariana tem 19 anos e 1.79m de altura. É acadêmica do curso de Psicologia. Blumenau Tamiris tem 24 anos e 1.70m de altura. É formada em Direito. Brusque Milena tem 24 anos e 1.78m de altura. É formada em Administração. | Concórdia Eduarda tem 18 anos e 1.74m de altura. É acadêmica de Recursos Humanos. Florianópolis Jacqueline tem 26 anos e 1.74m de altura. É formada em Gestão Comercial. Gaspar Emanuele tem 25 anos e 1.72m de altura. Está no 6º semestre de Administração. Itajaí Anissa tem 22 anos e 1.74m de altura. Está cursando o 5º período de Estética. | Joinville Maria Eduarda tem 19 anos e 1.75m de altura. É acadêmica de Publicidade e Propaganda. Lages Larissa tem 22 anos e 1.68m de altura. Está no 4º semestre de Administração. São João Batista Franciele tem 26 anos e 1.71m de altura. É formada em Cosmetologia e Estética. Tubarão Júlia tem 20 anos e 1.74m de altura. É estudante de técnico em enfermagem. |

## Histórico

### Troca
- Campos Novos - Cinthia Bittencourt [19] ► Thaynara Barbosa [20]

### Desistência
- Campos Novos - Thaynara Barbosa [21]

## Candidatas em outros concursos
O histórico das candidatas ao título deste ano:
| Miss Santa Catarina - 2011: Gaspar - Emanuele Pamplona - (Representando o município de Gaspar) - 2015: Gaspar - Emanuele Pamplona (Top 10) - (Representando o município de Gaspar) Miss Mundo Santa Catarina - 2016: São João Batista - Franciele Puchivaile (5º. Lugar) - (Representando o município de São João Batista) Miss Santa Catarina Globo - 2012: Gaspar - Emanuele Pamplona (Vencedora) - (Representando o município de Gaspar) | Miss Mundo Brasil - 2014: Gaspar - Emanuele Pamplona - (Representando a Ilha de São Francisco do Sul em Florianópolis, SC) Miss Brasil Globo - 2012: Gaspar - Emanuele Pamplona (3º. Lugar) - (Representando Santa Catarina em Brasília, DF) |